# 데이비드 길

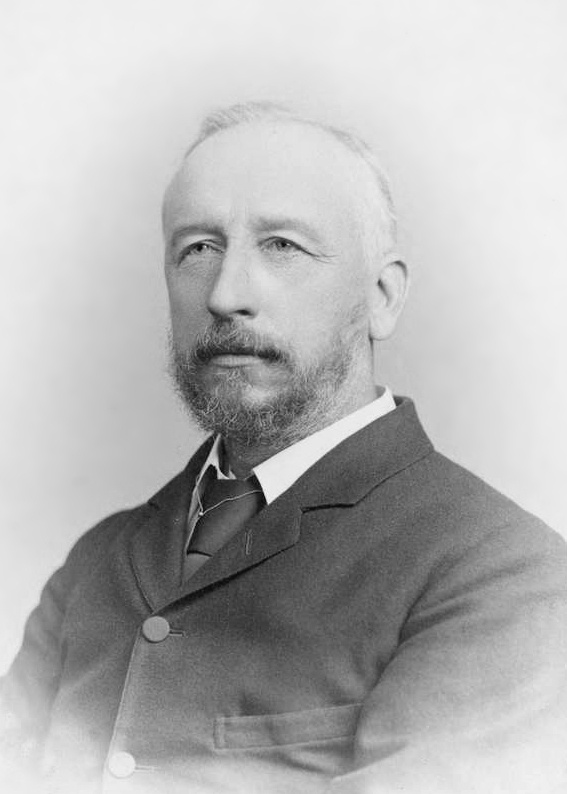
데이비드 길 (1896년)

데이비드 길 경(영어: Sir David Gill, KCB, FRS, 1843년 6월 12일 ~ 1914년 1월 24일)은 영국 스코틀랜드의 천문학자이다.

## 생애
애버딘에서 태어나 애버딘 대학교에서 2년간 공부하고 아버지의 시계 제작 사업을 잠시 도왔다.
사업을 그만둔 뒤 애버딘의 서쪽에 있는 더네크트(Dunecht)의 천문대에서 천문 관측에 종사했고, 1874년 모리셔스에서 금성이 태양을 지나는 것을 관측하였다.
1879년에 어센션섬에서 화성을 관측하여 태양 시차가 8″.78이라는 것을 이용해 태양과의 거리를 측정해 냈고, 같은 해 희망봉 천문대장이 되었다.

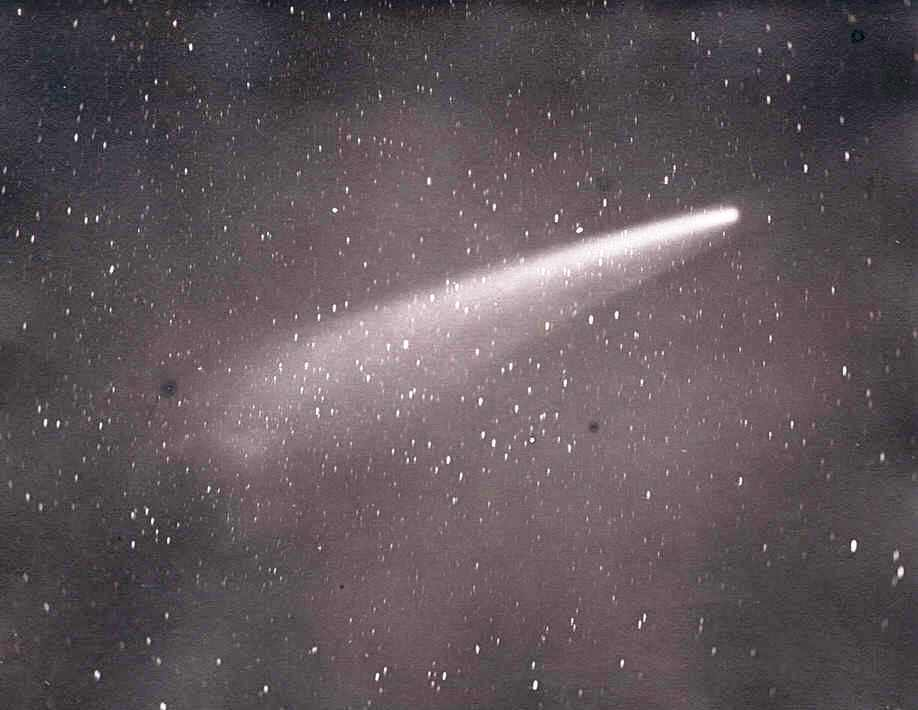
1882년 남아프리카에서 데이비드 길이 관측한 혜성의 사진

1896년부터 1900년까지 50만 개에 가까운 별이 들어 있는 '남천 소천성표'를 출간하며 천문학 발달에 크게 공헌하였다.
1906년 희망봉 천문대장에서 물러나며 현업에서 은퇴했고, 1909년부터 1911년까지 왕립천문학회 학회장을 지냈다.
1914년 런던에서 폐렴 합병증으로 세상을 떠났다.

## 상훈
- 1879년 발츠 상(Prix Valz)
- 1882년 왕립천문학회 골드 메달(Gold Medal of the Royal Astronomical Society)
- 1896년 바스 훈장 3등급(CB)[1]
- 1899년 제임스 크레이그 왓슨 메달(James Craig Watson Medal)
- 1900년 브루스 메달(Bruce Medal)
- 1900년 바스 훈장 2등급(KCB, 작위급 훈장)[2]
- 1903년 로열 메달
- 1908년 왕립천문학회 골드 메달(두 번째 수상)
- 1910년 프로이센 푸르 르 메리트 민사훈장
- 1913년 프랑스 레지옹 도뇌르 훈장 코망되르

## 참고 문헌